# Madison County (Illinois)
Madison County is een county in de Amerikaanse staat Illinois.
De county heeft een landoppervlakte van 1.878 km² en telt 258.941 inwoners (volkstelling 2000). De hoofdplaats is Edwardsville.